# Растислали
Растислали или на сръбски Растислалич (на сръбски: Растислалић) е сръбска династична фамилия властели от областта Браничево. През 14 век управляват Браничевската област. Последният властел, представител на династията е Ради Бранков или на сръбски Радич Бранкович, онаследен от княз Лазар през 1379 година.
Династията Растислали обособява в самостоятелно владение Браничевската област след смъртта на Стефан Душан, сече и емитира собствени монети в една от общо трите регионални монетарници в и по време на Душановото царство, включително до 1379 година.
Един от представителите на тази фамилия, Бранко Растислалич, през 1352 г. бил убит при инцидент по време на лов от Вук Косача, за което по-късно роднините му си отмъстили като на свой ред убили Вук Косача през 1359 г.
|  | Тази страница частично или изцяло представлява превод на страницата House of Rastislalić в Уикипедия на английски. Оригиналният текст, както и този превод, са защитени от Лиценза „Криейтив Комънс – Признание – Споделяне на споделеното“, а за съдържание, създадено преди юни 2009 година – от Лиценза за свободна документация на ГНУ. Прегледайте историята на редакциите на оригиналната страница, както и на преводната страница, за да видите списъка на съавторите. ВАЖНО: Този шаблон се отнася единствено до авторските права върху съдържанието на статията. Добавянето му не отменя изискването да се посочват конкретни източници на твърденията, които да бъдат благонадеждни. |